# Kizomba

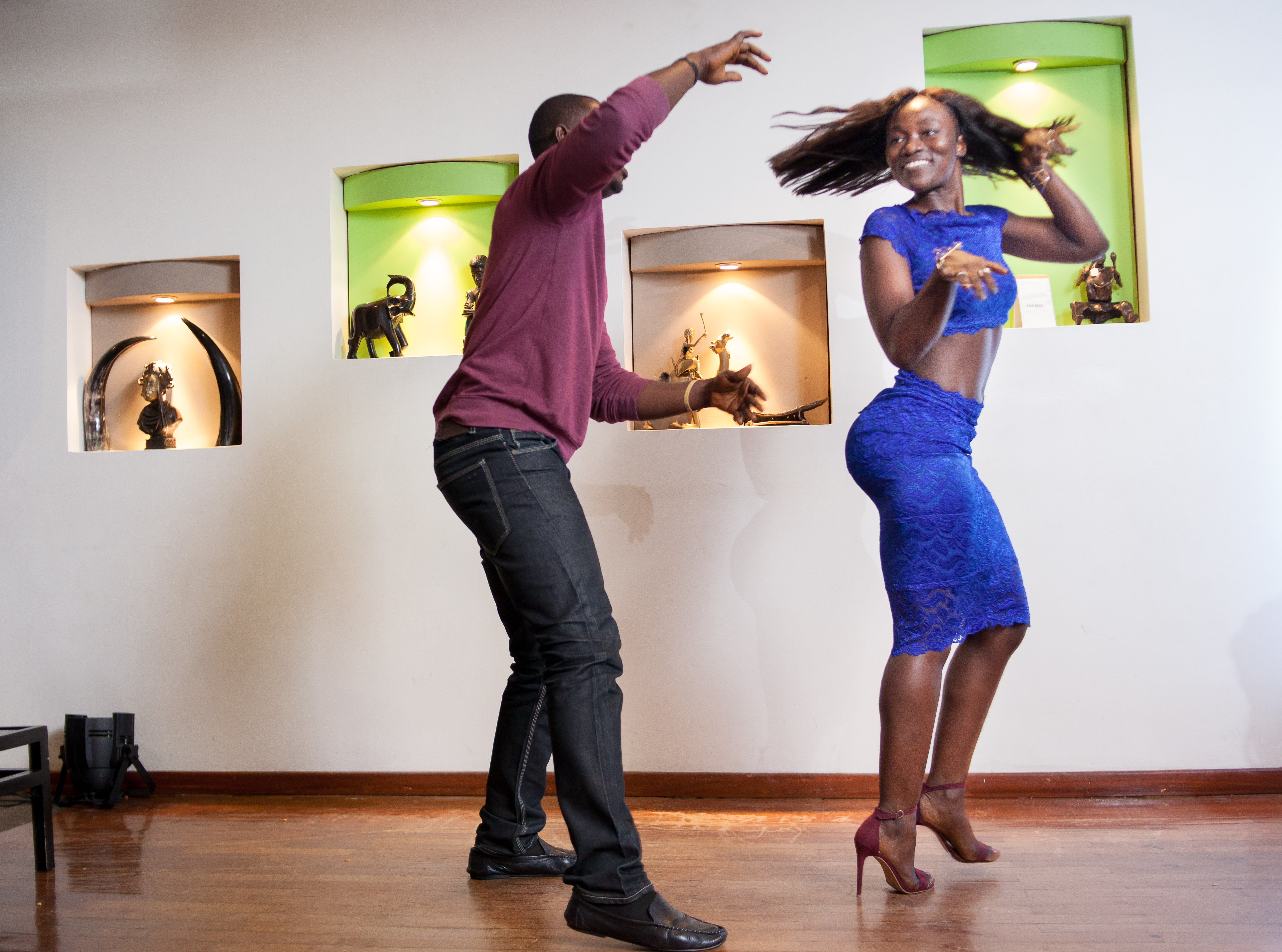
Kizomba

Kizomba je tanec a hudba původem z Angoly, které se vyvinuly v pozdních 80. letech a na začátku 90. let 20. století.
Slovo kizomba pochází z řeči národa Kimbundu a znamená svátek, hra, tanec nebo zábava.

## Tanec
Jako tanec vznikla kizomba pod vlivem karibského[zdroj⁠?!] tance zouk.[zdroj⁠?!] Tento tanec se z Karibiku dostal do Angoly,[zdroj⁠?!] kde se smísil s tradiční angolskou hudbou a tancem semba, ale také s pasadou, coladeirou a mazurkou z Kapverd. Tak byla vytvořena kizomba.

## Hudba
Kvůli velké popularitě tohoto tance zpívají mnozí tzv. lusitánští Afričané písně v rytmu kizomby. Známí zpěváci tohoto žánru z Angoly jsou Caló Pascoal, Don Kikas und Irmãos Verdades. Také slavná zpěvačka Paulinha je z Angoly. Kizomba z ostrovního státu Svatý Tomáš a Princův ostrov je angolskému typu velmi podobná. Jejími známými interprety jsou Juka a Haylton Dias.